# Liste de statues équestres de Grèce
Cet article recense les statues équestres en Grèce.

## Liste
| Œuvre                                       | Auteur              | Commune       | Localisation                                                 | Notes                    | Installation | Coordonnées                       | Illustration                                              |
| ------------------------------------------- | ------------------- | ------------- | ------------------------------------------------------------ | ------------------------ | ------------ | --------------------------------- | --------------------------------------------------------- |
| Statue équestre d'un chasseur cosaque       |                     | Acharnés      | Tatoï                                                        | Cosaque                  |              | 38° 09′ 45″ nord, 23° 47′ 38″ est | Statue équestre d'un chasseur cosaque, Acharnés           |
| Statue équestre de Pyrrhus Ier              |                     | Árta          |                                                              | Pyrrhus Ier              |              | 39° 09′ 36″ nord, 20° 58′ 57″ est | Statue équestre de Pyrrhus Ier, Arta                      |
| Statue équestre de Constantin Ier           |                     | Athènes       | Champ-de-Mars                                                | Constantin Ier           |              | 37° 59′ 31″ nord, 23° 44′ 00″ est | Image manquante                                           |
| Statue équestre de Geórgios Karaïskákis     | Michaḯl Tómbros     | Athènes       |                                                              | Geórgios Karaïskákis     | 1966         | 37° 58′ 15″ nord, 23° 44′ 22″ est | Image manquante                                           |
| Statue équestre de Theódoros Kolokotrónis   | Lázaros Sóchos      | Athènes       | Ancien parlement grec (Musée d'histoire nationale d'Athènes) | Theódoros Kolokotrónis   | 1896         | 37° 58′ 41″ nord, 23° 43′ 59″ est | Statue équestre de Theódoros Kolokotrónis, Athènes        |
| Statue équestre d'Aléxandros Papágos        |                     | Athènes       |                                                              | Aléxandros Papágos       |              | 37° 59′ 55″ nord, 23° 47′ 03″ est | Statue équestre d'Aléxandros Papágos, Athènes             |
| Statue équestre d'Alexandre le Grand        |                     | Athènes       |                                                              | Alexandre le Grand       |              | 37° 58′ 15″ nord, 23° 44′ 00″ est | Image manquante                                           |
| Statue équestre de Mardochaíos Frizís       |                     | Chalcis       |                                                              | Mardochaíos Frizís       |              | 38° 27′ 39″ nord, 23° 35′ 37″ est | Statue équestre de Mardochaios Frizis, Chalcis            |
| Statue équestre d'Alexandre le Grand        |                     | Édessa        |                                                              | Alexandre le Grand       |              | 40° 47′ 59″ nord, 22° 02′ 56″ est | Statue équestre d'Alexandre le Grand, Édessa              |
| Statue équestre d'Alexandre le Grand        |                     | Giannitsá     |                                                              | Alexandre le Grand       |              | 40° 47′ 48″ nord, 22° 24′ 53″ est | Statue équestre d'Alexandre le Grand, Giannitsá           |
| Statue équestre de Nikólaos Plastíras       |                     | Kardítsa      |                                                              | Nikólaos Plastíras       |              | 39° 21′ 50″ nord, 21° 55′ 38″ est | Statue équestre de Nikólaos Plastíras, Karditsa           |
| Statue équestre de Méhémet Ali              |                     | Kavála        |                                                              | Méhémet Ali              |              | 40° 55′ 52″ nord, 24° 24′ 53″ est | Statue équestre de Méhémet Ali, Kavála                    |
| Statue équestre de Theódoros Kolokotrónis   |                     | Kos           |                                                              | Theódoros Kolokotrónis   |              | 36° 53′ 26″ nord, 27° 17′ 26″ est | Statue équestre de Theódoros Kolokotrónis, Kos            |
| Statue équestre d'Áris Velouchiótis         |                     | Lamía         |                                                              | Áris Velouchiótis        |              | 38° 54′ 06″ nord, 22° 26′ 00″ est | Image manquante                                           |
| Statue équestre d'Alexandre le Grand        |                     | Litóchoro     | Alexandrion (en)                                             | Alexandre le Grand       | 2011         | 40° 08′ 19″ nord, 22° 32′ 35″ est | Statue équestre d'Alexandre le Grand, Litochoro           |
| Statue équestre de Theódoros Kolokotrónis   | Lázaros Sóchos      | Nauplie       |                                                              | Theódoros Kolokotrónis   |              | 37° 33′ 57″ nord, 22° 48′ 09″ est | Statue équestre de Theódoros Kolokotrónis, Nauplie        |
| Statue équestre de Constantin XI Paléologue |                     | Paleó Fáliro  |                                                              | Constantin XI Paléologue |              | 37° 55′ 26″ nord, 23° 41′ 34″ est | Statue équestre de Constantin XI Paléologue, Paleó Fáliro |
| Statue équestre d'Alexandre le Grand        |                     | Pella         |                                                              | Alexandre le Grand       | 2002         | 40° 45′ 36″ nord, 22° 31′ 39″ est | Statue équestre d'Alexandre le Grand, Pella               |
| Statue équestre de Geórgios Karaïskákis     |                     | Le Pirée      | Port autonome du Pirée                                       | Geórgios Karaïskákis     |              | 37° 56′ 46″ nord, 23° 38′ 32″ est | Statue équestre de Geórgios Karaïskákis, Le Pirée         |
| Statue équestre de Theódoros Kolokotrónis   |                     | Meligalás     |                                                              | Theódoros Kolokotrónis   |              | 37° 15′ 05″ nord, 21° 53′ 06″ est | Image manquante                                           |
| Statue équestre d'Alexandre le Grand        | Evángelos Moustákas | Thessalonique |                                                              | Alexandre le Grand       | 1974         | 40° 37′ 26″ nord, 22° 57′ 00″ est | Statue équestre d'Alexandre le Grand, Thessalonique       |
| Statue équestre de Constantin Ier           |                     | Thessalonique | Place de la Démocratie                                       | Constantin Ier           |              | 40° 38′ 25″ nord, 22° 56′ 07″ est | Statue équestre de Constantin Ier, Thessalonique          |
| Statue équestre de Theódoros Kolokotrónis   |                     | Tripoli       |                                                              | Theódoros Kolokotrónis   |              | 37° 30′ 46″ nord, 22° 22′ 35″ est | Statue équestre de Theódoros Kolokotrónis, Tripoli        |